# Tadeusz Kotarbiński

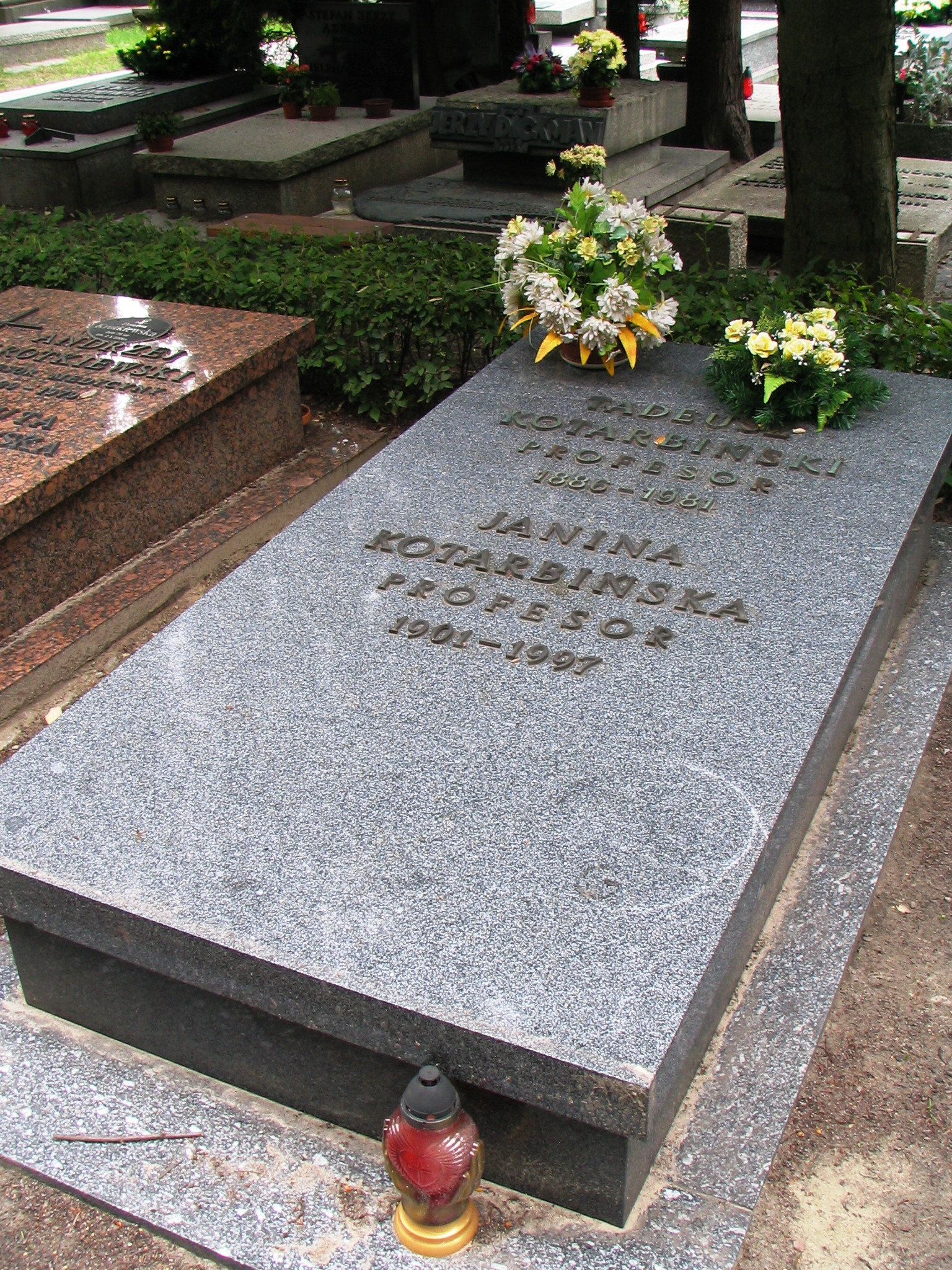
Grab von Tadeusz Kotarbinski und Janina Kotarbinska

Tadeusz Marian Kotarbiński (* 31. März 1886 in Warschau; † 3. Oktober 1981 ebenda) war ein polnischer Philosoph der Lemberg-Warschau-Schule, in dem ausgehend von der mathematischen Logik der Logische Empirismus entstand. Er gilt als einer der einflussreichsten polnischen Denker der zweiten Hälfte des 20. Jahrhunderts.

## Leben
Kotarbiński wuchs in einer musisch interessierten Familie auf; sein Vater war Komponist, seine Mutter Konzertpianistin. Nach anfänglichem Interesse für Mathematik, Physik und Architektur entschied er sich zum Studium der Philosophie und Psychologie in Lwów (Lemberg), das er im Jahr 1912 mit einer philosophischen Promotion über Mill und Spencer bei Kazimierz Twardowski abschloss. Zu seinen prägenden akademischen Lehrern hatte unter anderem Jan Łukasiewicz gehört.
Kotarbiński kehrte danach nach Warschau zurück und begann seine akademische Laufbahn als Dozent für klassische Philosophie an der Universität Warschau, während er zugleich erste Artikel veröffentlichte, Vorträge hielt und ab 1915 das Philosophische Institut verwaltete. 1919 wurde er zum Außerordentlichen, 1929 zum Ordentlichen Professor und Dekan der Geisteswissenschaftlichen Fakultät ernannt. In den 1930er Jahren nahm Kotarbiński aktiv am kulturellen und politischen Leben Warschaus teil, indem er immer wieder Position gegen Nationalismus, Klerikalismus und den in Polen zu dieser Zeit weit verbreiteten Antisemitismus bezog. Dies brachte ihn schließlich mit dem linken Flügel der Sozialistischen Partei Polens zusammen.
Unter der deutschen Besatzung während des Zweiten Weltkriegs setzte Kotarbiński seine Lehrtätigkeit im Untergrund fort, was von rechtsgerichteten Kreisen des Widerstands als Verrat gewertet wurde. Er entging nur knapp einem Todesurteil.
Nach dem Krieg lehrte Kotarbiński zunächst an der Universität Łódź und war 1945 bis 1949 deren Rektor, bevor er nach Warschau zurückkehrte. Dort lehrte er bis zu seiner Emeritierung 1961 Philosophie und Logik. Von 1957 bis 1962 war er Präsident der Polnischen Akademie der Wissenschaften, an der er die Arbeitsstelle für Praxiologie gründete und leitete. Er setzte damit als einziger polnischer Philosoph die Tradition der neopositivistischen Lemberg-Warschau-Schule fort. Seit 1965 war er korrespondierendes Mitglied der British Academy.

## Philosophie
Kotarbińskis Wirken lässt sich in zwei Bereiche unterteilen, deren gemeinsame Ausgangspunkte Logik und Erkenntnistheorie sind, die aber in ihrer Ausprägung auf jeweils vollkommen andere Bereiche der Philosophie verweisen. Darin ist er Ludwig Wittgenstein, dem bedeutendsten Mitglied des Wiener Kreises, vergleichbar.

### Reismus
Ausgehend von Nominalismus und logischem Empirismus entwickelte Kotarbiński den Reismus, das heißt eine Erkenntnistheorie der Denotate. Es stehen sich bereits bei Kontarbiński eine ontologische und eine semantische Interpretation der reistischen Theorie gegenüber.

### Praxiologie
Kotarbińskis Entwurf der Praxiologie ist der einer Handlungstheorie, die Befehle, Verbote und Beschränkungen, Voraussetzungen, Mechanismen und Ziele von Handlungen unter der generellen Perspektive ihrer Wirksamkeit betrachtet. Er nannte die Praxiologie einen praktischen Realismus, der vor allem in der Soziologie, in Arbeits- und Wirtschaftswissenschaften Anerkennung fand. Die Praxiologie Kotarbińskis trägt gleichwohl ethischen Fragen Rechnung, indem sie auch Vertrauen und Zuverlässigkeit einen hohen Stellenwert beimisst. Darin geht sie über das Ziel hinaus und entkräftet den oft geäußerten Vorwurf, lediglich ein Modell für modernes Management zu sein.

## Schriften (Auswahl in Originalsprache)
- Elementy teorii poznania, logiki formalnej i metodologii nauk. Ossolineum, Lemberg 1929
- Le réalisme radical. In: Proceedings of the 7th International Congress of Philosophy. London 1930, S. 488–500
- Kurs logiki dla prawników. Gebethner & Wolff, Warschau 1955
- Traktat o dobrej robocie. PWN, Warschau 1955
- Wykłady z dziejów logiki. Ossolineum, Lodz 1957
- The Concept of Action. In: Journal of Philosophy, 57/1960, S. 201–209
- Praxiology. Pergamon Press, Oxford/New York 1965
- Reism: Issues and Prospects. In: Logique and Analyse 11/1968, S. 441–458
- The Task and Problems of Praxiology. In: Prakseologia 31/1968, 69, S. 7–25
- Les formes positives et negatives de la cooperation. In: Revue de Metaphysique et de Morale 3/1970, S. 316–325
- Determinism and Fatalism in Face of Activity. In: Dialectics and Humanism 2/1974, S. 3–11